# Noyelles-sur-Sambre
Noyelles-sur-Sambre is een gemeente in het Franse Noorderdepartement (regio Hauts-de-France) en telt 335 inwoners (1999). De plaats maakt deel uit van het arrondissement Avesnes-sur-Helpe.

## Geografie
De oppervlakte van Noyelles-sur-Sambre bedraagt 6,5 km², de bevolkingsdichtheid is 51,5 inwoners per km².
De onderstaande kaart toont de ligging van Noyelles-sur-Sambre met de belangrijkste infrastructuur en aangrenzende gemeenten.

## Demografie
Onderstaande figuur toont het verloop van het inwonertal (bron: INSEE-tellingen).

## Geboren in Noyelles-sur-Sambre
- Marcel Gromaire (1892-1971), schilder, tekenaar en graveur